# 英格蘭足球丙級南部聯賽
英格蘭足球丙級南部聯賽是1921年至1958年英格蘭職業足球聯賽系統的一個級別，地位與丙級北部聯賽相等。
該聯賽在1921年由丙級聯賽分拆建立，而丙級聯賽則在一年前成立，當時英格蘭足球聯賽吸納了英格蘭足球南部聯賽頂級級別，終止了南部聯賽要匹敵英格蘭足球聯賽的野心。在丙級聯賽成立之前，大部分足球俱樂部都來自北部和中部地區，44個聯賽成員當中只有7家俱樂部來自南部（來自倫敦的阿仙奴、車路士、奧連特、富咸、熱刺及韋斯咸及來自同名城市的布里斯托城）。
北部聯賽在下一個球季成立，原有的聯賽級別改稱為丙級南部聯賽。水晶宮已升級至乙級聯賽而不受影響，甘士比轉至北部聯賽作賽，阿布岱爾及查爾頓則首次參加南部聯賽。雖然多支中部球隊在地理位置上更接近北部聯賽的其他俱樂部，但他們卻被歸入南部聯賽，例如諾定咸森林及諾士郡，鄰近的打比郡則在北部聯賽作賽。
南部聯賽原本由22支球隊競逐，到1950年擴軍至24隊。升級至乙級聯賽的席位只有一個，意味著許多俱樂部都卡在這個級別裡，有些球隊在聯賽的全部31個賽季都沒有升過級。每個球季季末排在榜末的兩支球隊會與北部聯賽榜末的兩隊一起進行重選，大多數球隊都能留級。只有葉士域治、諾定咸森林及樸茨茅夫參與過丙級南部聯賽而且能夠奪得甲組冠軍。
1958年，南部聯賽與北部聯賽合併為丙級聯賽，並成立丁級聯賽。
英格蘭足球丙級南部聯賽杯在1934年至戰爭爆發期間短暫舉行過。
在1954/55年至1957/1958年球季期間，南部聯賽與北部聯賽之間舉辦過一些對抗賽。

## 歷年冠軍
| 賽季    | 冠軍                   |
| ------- | ---------------------- |
| 1921–22 | 修咸頓                 |
| 1922–23 | 布里斯托城             |
| 1923–24 | 樸茨茅夫               |
| 1924–25 | 史雲斯                 |
| 1925–26 | 雷丁                   |
| 1926–27 | 布里斯托城             |
| 1927–28 | 米禾爾                 |
| 1928–29 | 查爾頓                 |
| 1929–30 | 普利茅夫               |
| 1930–31 | 諾士郡                 |
| 1931–32 | 富咸                   |
| 1932–33 | 賓福特                 |
| 1933–34 | 诺里奇城               |
| 1934–35 | 查爾頓                 |
| 1935–36 | 高雲地利               |
| 1936–37 | 盧頓                   |
| 1937–38 | 米禾爾                 |
| 1938–39 | 新港郡                 |
| 1939–40 | 因第二次世界大戰而腰斬 |
| 1940–46 | 因第二次世界大戰而停辦 |
| 1946–47 | 卡迪夫城               |
| 1947–48 | 昆士柏流浪             |
| 1948–49 | 史雲斯                 |
| 1949–50 | 諾士郡                 |
| 1950–51 | 諾定咸森林             |
| 1951–52 | 普利茅夫               |
| 1952–53 |                        |
| 1953–54 | 葉士域治               |
| 1954–55 | 布里斯托城             |
| 1955–56 | 奧連特                 |
| 1956–57 | 葉士域治               |
| 1957–58 |                        |

來源：Statto

## 註腳
1. ↑  Cox, Russell & Vamplew 2002，第136頁
2. 1 2  Exall 2007，第12頁
3. ↑  Smith 2007，第121頁
4. ↑  （英文）. Links to final tables for all seasons. Statto.   [07-06-2012]. （原始内容存档于2011-05-30）.